# Пежо 306
Пежо 306 (фр. Peugeot 306) је аутомобил који је производила француска фабрика аутомобила Пежо. Производио се од 1993. до 2002. године.

## Историјат
Појавио се као замена за модел 309. Пежо 306 је дао многе исправке и естетске промене 1999. године, али је замењен моделом 307 из 2001. године. Спортбек 5 врата (хечбек) и караван верзије наставиле су да се производе све до 2002. године.
Механички, 306 је практично идентичан Ситроену ZX, који је покренут две године пре 306. Оба аутомобила користе исту платформу и основне структуре. Пежо наставља са својим атрактивним дизајном Пежоа 205, уз повећањем димензија захваљујући Пининфаринином стајлинг центру, а био је успешнији од свог аутомобила близанца из куће Ситроен. Ситроен Берлинго и Пежо Партнер су такође израђени на истој платформи. Шасију 306 користи и замена модела ZX, Ситроен ксара (xsara). Дељење платформи између Пежоа и Ситроена је дозволила матична компанија ПСА група заједничком политиком од касних 1970-их, након преузимања од стране Пежоа, јер је Ситроен тада банкротирао, због нафтне кризе. После нафтне кризе 1974. први аутомобил био је Пежо 104 заснован на Ситроену Visa, Ситроену LNA и Талботу Samba.